# Ольшанка (Орловская область)
Ольшанка — деревня в Залегощенского района Орловской области России. Входит в состав Нижнезалегощенского сельского поселения.

## История
В 1961 году указом Президиума Верховного Совета РСФСР деревня Самодуровка-Корытовка переименована в Ольшанка.

## Население
| 2010 |
| ---- |
| 0    |